# Reuss-Untergreiz II

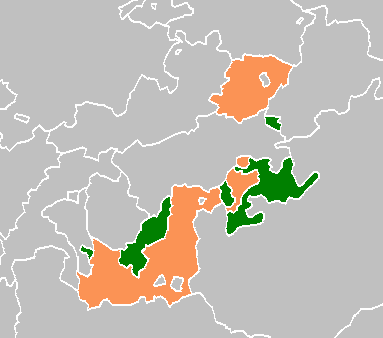
De vorstendommen van de jongere linie in 1820 (oranje) - de interne grenzen zijn niet aangegeven; groen de oudere linie.

Reuss-Untergreiz II, ook wel Reuss-Untergreiz-Dölau genoemd, was een heerlijkheid in Thüringen die bestond van 1583 tot 1596 en stond onder bestuur van Reuss oudere linie, een tak van het Huis Reuss.

## Geschiedenis
Reuss-Untergreiz II ontstond in 1583 toen Hendrik II de Lange en zijn broer Hendrik V hun territorium Reuss-Untergreiz verdeelden. Beide staten kregen de naam Untergreiz, als onderscheid werd door historici het rangnummer I respectievelijk II toegevoegd. Omdat Hendrik V als nieuwe residentie het kasteel van Dölau koos kreeg Reuss-Untergreiz II vaak de toevoeging Dölau, als onderscheid met Reuss-Untergreiz I.
In 1596 werd het tot dat moment gemeenschappelijk bestuurde gebied rond Schleiz verdeeld tussen de takken Reuss oudere, middelste en jongere linie. Hendrik V verkreeg uit deze erfenis een niet nader genoemd zesde deel. Hij verkocht dat deel onmiddellijk aan zijn neven van de middelste (Reuss-Obergreiz) en de jongere (Reuss-Gera) tak en ontving daarvoor 47.000 gulden. Tegelijkertijd kocht hij van zijn broer Hendrik II de Lange voor 39.000 gulden het gebied Reuss-Untergreiz I. Op dat moment vormde Reuss-Untergreiz weer één geheel.

## Heerser

### Heer
- 1583-1596: Hendrik V (1549-1604, sinds 1572 heer over Reuss-Untergreiz, vanaf 1596 weer heer over een verenigd Untergreiz, zoon van Hendrik XV, stamvader van de oudere linie)

Zie Huis Reuss voor een uitleg over de nummering van de vorsten.